# بريان لوي
بريان لوي (5 نوفمبر 1925 - 22 أكتوبر 2015) (بالإنجليزية: Bryan Lowe)‏ هو لاعب كريكت بريطاني (وحمل سابقاً جنسية المملكة المتحدة لبريطانيا العظمى وأيرلندا).